# Herbita transversata
Herbita transversata är en fjärilsart som beskrevs av W. Warren 1897. Herbita transversata ingår i släktet Herbita och familjen mätare. Inga underarter finns listade i Catalogue of Life.